# Geoff Hangartner
(en) Statistiques sur pro-football-reference
Geoffrey Thomas Hangartner (né le 22 avril 1982 à Houston) est un joueur américain de football américain.

## Enfance
Hangartner étudie à la New Braunfels High School de New Braunfels où il joue au football américain. Il aide son équipe à atteindre à deux reprises les play-offs du championnat du Texas lycéen.

## Carrière

### Université
Il entre à l'université A&M du Texas où il joue pour l'équipe de football américain au poste de centre. Lors de sa dernière année, il est déplacé au poste d'offensive tackle où il débute les douze matchs de la saison. Il joue trente-six matchs consécutifs comme titulaire (2002, 2003 et 2004).

### Professionnel
Geoff Hangartner est sélectionné au cinquième tour du draft de la NFL de 2005 par les Panthers de la Caroline au 169e choix. Il ne joue que quatre matchs de sa saison de rookie, étant remplaçant de Jeff Mitchell, il apparaît quelques fois dans l'escouade spéciale. En 2006, il profite de la blessure de Justin Hartwing pour prendre le poste de centre titulaire. En 2007, il perd cette place de titulaire mais apparaît quelques fois dans les fins de matchs. En 2008, il fait quelques matchs comme titulaire comme centre mais aussi offensive tackle.
Le 28 février 2009, Hangartner signe un contrat de quatre ans avec les Bills de Buffalo d'une valeur de dix millions de dollars. Il est titulaire à tous les matchs des Bills lors de la saison 2009 et en joue douze lors de la saison 2010. Il est libéré le 3 septembre 2011, ne figurant pas dans l'effectif de Buffalo pour commencer la saison.
Le 5 septembre de la même année, il revient dans son ancienne équipe des Panthers de la Caroline, jouant tous les matchs de la saison comme titulaire. La saison suivante, il se distingue en étant titulaire à huit reprises comme guard et quatre fois comme centre après la blessure de Ryan Kalil. Le 1er août 2013, à la surprise générale, il est coupé par les Panthers.